# Władysław Węglowski

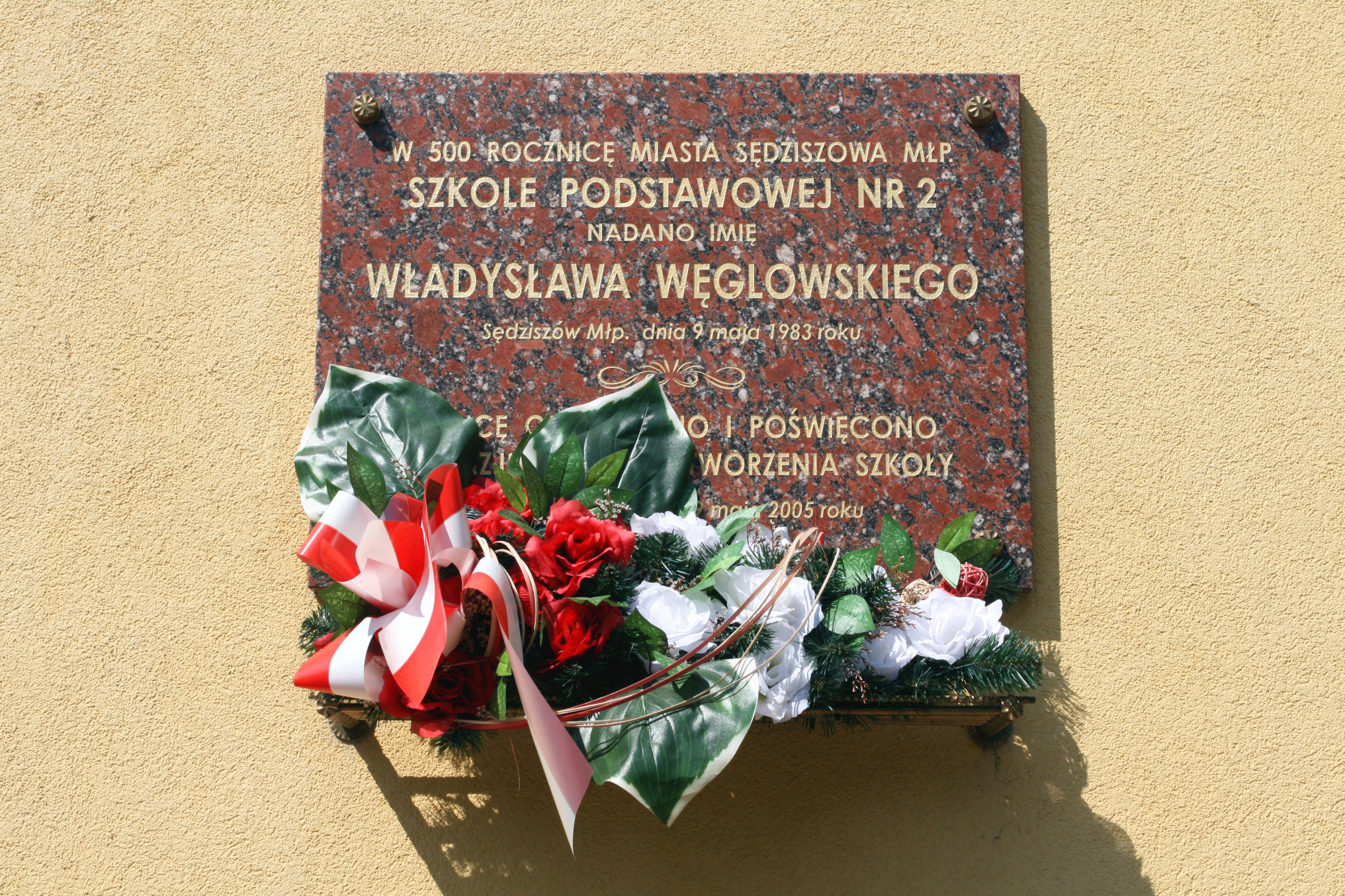
Tablica upamiętniająca nadanie imienia Władysława Węglowskiego Szkole Podstawowej Nr 2 w Sędziszowie Małopolskim

Władysław Węglowski (ur. 14 lipca 1904 w Zawadzie, zm. w listopadzie 1941 w KL Auschwitz) – nauczyciel, pedagog, opiekun Męskiej Drużyny Harcerskiej, organizator Szarych Szeregów na terenie Sędziszowa Małopolskiego.

## Życiorys
Uczył się w Państwowym Gimnazjum im. Wł. Jagiełły w Dębicy, gdzie zdał egzamin dojrzałości w maju 1926 roku. Następnie uczył się w Pedagogium Rowida w Krakowie, gdzie uzyskał prawo do nauki w szkołach powszechnych.
Początkowo uczył w Gnojnicy. We wrześniu 1939 roku zatrudnił się w Szkole Podstawowej w Sędziszowie Małopolskim.
W połowie lat 30. XX wieku został opiekunem Męskiej Drużyny Harcerskiej.
W 1936 roku ożenił się z Felicją Muż. W 1937 roku urodziła mu się córka Krystyna.
Po wybuchu II wojny światowej pracował nadal jako nauczyciel sędziszowskiej szkoły. Wczesną wiosną 1940 roku zorganizował na terenie miasta grupę Szarych Szeregów, która w połączeniu z konspiracyjnymi działaczami z Dębicy, tworzyła pierwszą siatkę konspiracyjną Ziemi Sędziszowskiej. Siatka ta kolportowała wśród ludności odezwy i gazetki.
Na skutek donosu 23 kwietnia 1941 roku, w trakcie prowadzenia lekcji języka niemieckiego w klasie 6, Węglowski został aresztowany. Był przesłuchiwany w placówce gestapo w Dębicy, następnie na zamku w Rzeszowie i w więzieniu Montelupich w Krakowie. Ostatecznie 12 sierpnia 1941 roku trafił do obozu koncentracyjnego w Oświęcimiu, gdzie zmarł w listopadzie 1941 roku na skutek uremii, jak podały władze okupacyjne.
Dnia 15 maja 1982 roku, podczas zebrania Rady Pedagogicznej Szkoły Podstawowej nr 2, postanowiono nadać szkole imię Władysława Węglowskiego. Uroczystość nadania imienia odbyła się 9 maja 1983 roku. Podobizna Władysława Węglowskiego umieszczona w centrum krzyża harcerskiego, widnieje na rewersie sztandaru Szkoły Podstawowej nr 2, który został uroczyście poświęcony 9 maja 2005 roku.
Miasto Sędziszów Małopolski nadało także jednej z ulic imię Węglowskiego.